# Les Chants du cœur
Albums de Antoine Tomé
Innocence
(1979)
Les Chants du cœur est le premier album d'Antoine Tomé, enregistré et publié en 1977. À sa sortie, il est salué par la critique pour son originalité, par ses instrumentations inhabituelles et l'utilisation massive de percussions. De ce fait, l'album est parfois vu comme un précurseur de la world music.
L'album a été réédité au format CD en 1995.

## Liste des titres
Tous les titres sont écrits, composés, et arrangés par Antoine Tomé.
| No  | Titre                             | Durée |
| --- | --------------------------------- | ----- |
| 1.  | Oama Deia                         | 4:52  |
| 2.  | Ce n'est pas une histoire d'amour | 5:04  |
| 3.  | Je marche sans désemparer         | 3:00  |
| 4.  | Ne ferme pas la porte             | 3:26  |
| 5.  | Le Chant du mort                  | 4:53  |
| 6.  | À la recherche de ton corps       | 7:38  |
| 7.  | La Femme à la renarde             | 3:10  |
| 8.  | Trahisons                         | 1:58  |
| 9.  | Dix Vagues                        | 4:01  |
| 10. | Nord                              | 3:00  |

## Musiciens
- Antoine Tomé : chant, monocardon, bicardon, chœurs
- Didier Huck : batterie (piste 5)
- Ève Martial : guitare (piste 4)
- Jacques Liot : guitare (piste 5)
- Jean-François Gaël : guitare, flûte
- Loy Ehrlich : piano, guitare, goblet-drum, tablas indiens, guembri
- Michel Saulnier : contrebasse
- Youval Micenmacher : balafon, tambour yéménite, tof, zarb, batterie